# 苏拉木塔格峰
苏拉木塔格峰位于中國新疆巴音郭楞蒙古自治州且末县，是阿爾金山脈最高峰，海拔6295米。